# فيفي ماهر
فيفي ماهر مغنية مصرية، كان نشاطها الفني في النصف الأول من الخمسينيات. أشهر أغانيها: «يا ورد ضلل على الحبيبين» مع إبراهيم حمودة.

## أعمالها السينمائية
عمل أوبرالي (موسيقي استعراضي) للمخرج إبراهيم الشقنقيري، ومن إنتاج التليفزيون المصري أشترك في الأداء: كارم محمود – محمد عبد المطلب – محمد رشدي – صفاء أبو السعود – صلاح عبد الحميد، بالإضافة لفيفي ماهر. وضع الألحان الموسيقار سيد إسماعيل.
خمسة أفلام: «الدنيا حلوة» 1951 (شاركت بالغناء فقط) – «إديني عقلك» 1952 (قامت بدور المطربة) – «الحموات الفاتنات» 1953 (غناء) – «شرف البنت» 1954 (شاركت بدور طالبة) – «مملكة النساء» 1955 (قامت بدور المطربة).

## وصلات خارجية
- فيفي ماهر على موقع الدهليز
- فيفي ماهر على موقع قاعدة بيانات الأفلام العربية

https://dhliz.com/artist/-5H4K5deuz4/ فيفي ماهر (مغنية)
https://www.esm3.com/song-87675.html فيفي ماهر (مغنية)
https://www.imdb.com/name/nm10152463/?ref_=nv_sr_srsg_0 فيفي ماهر (مغنية)
https://karohat.com/Person/43204e5d-a4d5-4614-bdd8-0009dba8727e فيفي ماهر (مغنية)